# Рокко Марконі

Рокко Марконі. Христос і блудниця. Галерея Академії, Венеція

Рокко Марконі (італ. Rocco Marconi, ? — близько 13 травня 1529) — італійський венеційський художник епохи ренесансу, представник венеційської школи живопису.

## Біографія
На роботах підписувався як Rochus Marchonus. Вважається учнем Джованні Белліні, пізніше навчався у Пальма Веккйо. Документальних згадок про художника збереглось мало. Зокрема перша датується 1505 роком, коли Марконі виступав як свідок. Відомо, що він був двічі одружений. Першу дружину звали Себастьяна, — другу Ґаспарина. Був членом Венеційської Гільдії Святого Луки.
Роботи:
- Христос і блудниця (Галерея Академії, Венеція)
- Христос між Святими Петром і Андрієм (східний трансепт Собору Санті-Джованні е Паоло)